# Stazione di San Giorgio (Gioiosa Marea)
La stazione di San Giorgio è una fermata ferroviaria posta sulla linea ferroviaria Palermo-Messina e al servizio dell'omonima frazione di Gioiosa Marea.

## Storia
Venne costruita come stazione passante in superficie sul vecchio tracciato della linea ferroviaria Palermo-Messina realizzato in ritardo rispetto al programma di costruzioni ferroviarie in Sicilia che, iniziato dalla Società Vittorio Emanuele, dovette essere completato prima dalla Società Italiana per le strade ferrate meridionali dal 1872 e finito, dal 1885 in poi, dalla Società per le Strade Ferrate della Sicilia.
La stazione entrò in servizio il 20 novembre 1893 unitamente al tronco Patti-Capo d'Orlando-Naso della linea Messina-Palermo. La stazione inizialmente era provvista solamente di un telegrafo.
Il 10 dicembre 2004 venne trasformata in fermata dismettendo gli impianti di sicurezza (l'apparato ACE, gli impianti del Blocco Elettrico Manuale, tutto il segnalamento di protezione e partenza nei due sensi di marcia e l'impianto di chiusura del passaggio a livello al km 160+914).

## Strutture e impianti
La fermata è situata al km 158+206 del tracciato della linea Palermo-Messina.

## Movimento
La fermata è utilizzata esclusivamente a servizio regionale, con treni a corta percorrenza. In base alla tabella oraria ferroviaria 2011/2012, in essa fermano 19 treni regionali (fra feriali e festivi).

## Servizi
La stazione, che RFI classifica nella categoria bronze, dispone di:
- Sala d'attesa